# Ch. Schroer
Die Ch. Schroer GmbH ist ein Literaturverlag in Bergisch Gladbach.

## Geschichte
Zunächst wurde im Oktober 2009 der Verlag Die Neue Sachlichkeit vom deutschen Buchgestalter Christopher Schroer gegründet. Der inhaltliche Schwerpunkt des Verlags lag auf zu entdeckender Kunst und Künstlern. Seit 2012 gehört diese Sparte zur Ch. Schroer GmbH.

## Programm
Ein Schwerpunkt des Verlagsprogramms der Ch. Schroer GmbH bilden die Debütromane. Mit Gründung des Verlags wurde die Reihe neudeutsch ins Leben gerufen, die ausschließlich die Erstlingswerke deutscher Schriftsteller publiziert.

### Publikationen (Auswahl)
- neudeutsch #1: Adrian Kasnitz: Wodka und Oliven. Debütroman, 2012, ISBN 978-3-95445-000-8.
- neudeutsch #2: Martin Wessely: bipolar. Die Verteidigung der Mitte. Debütroman, 2012, ISBN 978-3-95445-005-3.
- neudeutsch #3: Xu Pei: Der weite Weg des Mädchens Hong. Debütroman, 2013, ISBN 978-3-95445-015-2.
- neudeutsch #4: Martin Krumbholz: Eine kleine Passion. Debütroman, 2013, ISBN 978-3-95445-021-3.

### Publikationen Sparte Neue Sachlichkeit (Auswahl)
- Marcus Matthias Keupp: modular. 2012, ISBN 978-3-942139-15-1.
- Jörg Extra: Walk – Don’t Walk. 2011, ISBN 978-3-942139-05-2.
- Boris Kralj: My Belgrade. 2011, ISBN 978-3-942139-12-0.
- Wolfgang Neumann: Viva, Navi, Naiv. 2011, ISBN 978-3-942139-26-7.
- Friedemann Stöckert (Hrsg.): Generation der Siebziger – Aus der Sammlung Friedemann Stöckert. 2011, ISBN 978-3-942139-11-3
- Andrea Esswein: Zwischen Existenz und Exzellenz. 2011, ISBN 978-3-942139-10-6.
- Ralf Witthaus: Bundesrasenschau. 2011, ISBN 978-3-942139-06-9.
- Dieter Vollstedt (Hrsg.): Marcela Böhm: was man kann. 2010, ISBN 978-3-942139-02-1.
- Jürgen Hans Grümmer: Maler und Bildhauer. 2010, ISBN 978-3-942139-09-0.

### Reihen
Neben einzelnen Monografien, Ausstellungskatalogen und Künstlerbüchern erscheinen bei Die Neue Sachlichkeit zwei Reihen:

#### Plan B
Die Reihe Plan B zeigt junge bildende Kunst. Jung nicht im Sinne einer altermäßigen Klassifizierung, sondern als Begriff für eine Kunst, die äußerst lebendig ist und einem breiteren Publikum zugänglich gemacht werden will. Bisher sind in dieser Reihe erschienen:
- Plan B/1: Hiltrud Gauf: Zeichnungen in Serie. 2009, ISBN 978-3-942139-00-7.
- Plan B/2: Regina Kochs: Kreisräume und Liniendichten. 2011, ISBN 978-3-942139-03-8.
- Plan B/3: Martin Koroscha: Ort und Raum. 2011, ISBN 978-3-942139-13-7.
- Plan B/4: Marlies Nittka: Arbeiten 2007–2011. 2011, ISBN 978-3-942139-19-9.

#### Künstlerhefte
Fernab des Kunstbetriebes arbeiten Künstler auf hohem Niveau. Die Reihe der Künstlerhefte macht diese Künstler sichtbar.
- Künstlerheft #1: Brigitte Reef-Stein. 2010, ISBN 978-3-942139-01-4.
- Künstlerheft #2: Iris Kappe-Pohl. 2. Auflage 2012, ISBN 978-3-942139-14-4.